# 红花越桔
红花越桔（学名：Vaccinium urceolatum）为杜鹃花科越桔属下的一个种。

## 扩展阅读
維基物種上的相關：红花越桔